# Nazlı Ilıcaková
Nazlı Ilıcaková (nepřechýleně Nazlı Ilıcak, rozená Nazlı Çavuşoğluová; * 1944 Ankara) je turecká novinářka, spisovatelka a politička. Byla poslankyní za Stranu cti v letech 1999 až 2001.
Po pokusu o převrat v Turecku byla vzata do vazby a trestním soudem odsouzena za členství v ozbrojené teroristické organizaci a vyzývání k převratu k doživotnímu vězení.

## Soukromý život
Nazlı Ilıcaková se narodila roku 1944 politikovi Muammeru Çavuşoğluovi, bývalému ministru dopravy a veřejných prací, a jeho manželce Ihsan. Má bratra Ömera Çavuşoğlu.
Absolvovala soukromou kolej TED Ankara a istanbulské Lycée Notre Dame de Sion, následně pak studovala politické vědy na Lausannské univerzitě.
V roce 1969 se vzdala za Kemala Ilıcaka, vydavatele deníku Tercüman, se kterým měla dvě děti. Její manžel zemřel v roce 1993. Druhé manželství Ilıcakové s Eminem Şirinem (1994 až 2003) skončilo rozvodem.

## Kariéra
Žurnalistice se začala věnovat po otcově smrti v roce 1972. Pracovala pro Tercüman, stala se vydavatelkou bulvárního Bulvar. Později psala pro další listy jako Meydan, Hürriyet, Akşam, Yeni Safak, atd.
Ilıcaková byla v tureckých parlamentních volbách v roce 1999 zvolena poslankyní. O mandát přišla v roce 2001, když úřady zakázaly činnost její Strany cti. Bránila se proti tomu až u Evropského soudu pro lidská práva, který to v rozsudku případu Ilıcak v. Turecko (č. 15394/02) označil za porušení jejích lidských práv.
V roce 2014 přišla spolu s dalšími významnými novináři o zaměstnání kvůli kritice vlády. Ilıcaková dál psala články kritizující vládu a obhajující hnutí Fethullaha Gülena, a to zejména po turecké korupční krizi na konci roku 2013. V červenci 2016 byla zatčena v rámci čistek po pokusu o státní převrat. Soud s ní a dalšími novináři začal v červnu 2016, v únoru 2018 byla odsouzena na doživotí. Proti verdiktu protestovali zástupci Mezinárodního PEN klubu a úřadu pro lidská práva OSN.